# Luigi Macchi
Luigi Macchi (* 3 de marzo de 1832 - † 29 de marzo de 1907) fue un noble italiano católico y cardenal. Él era el sobrino del cardenal Vincenzo Macchi.

## Biografía

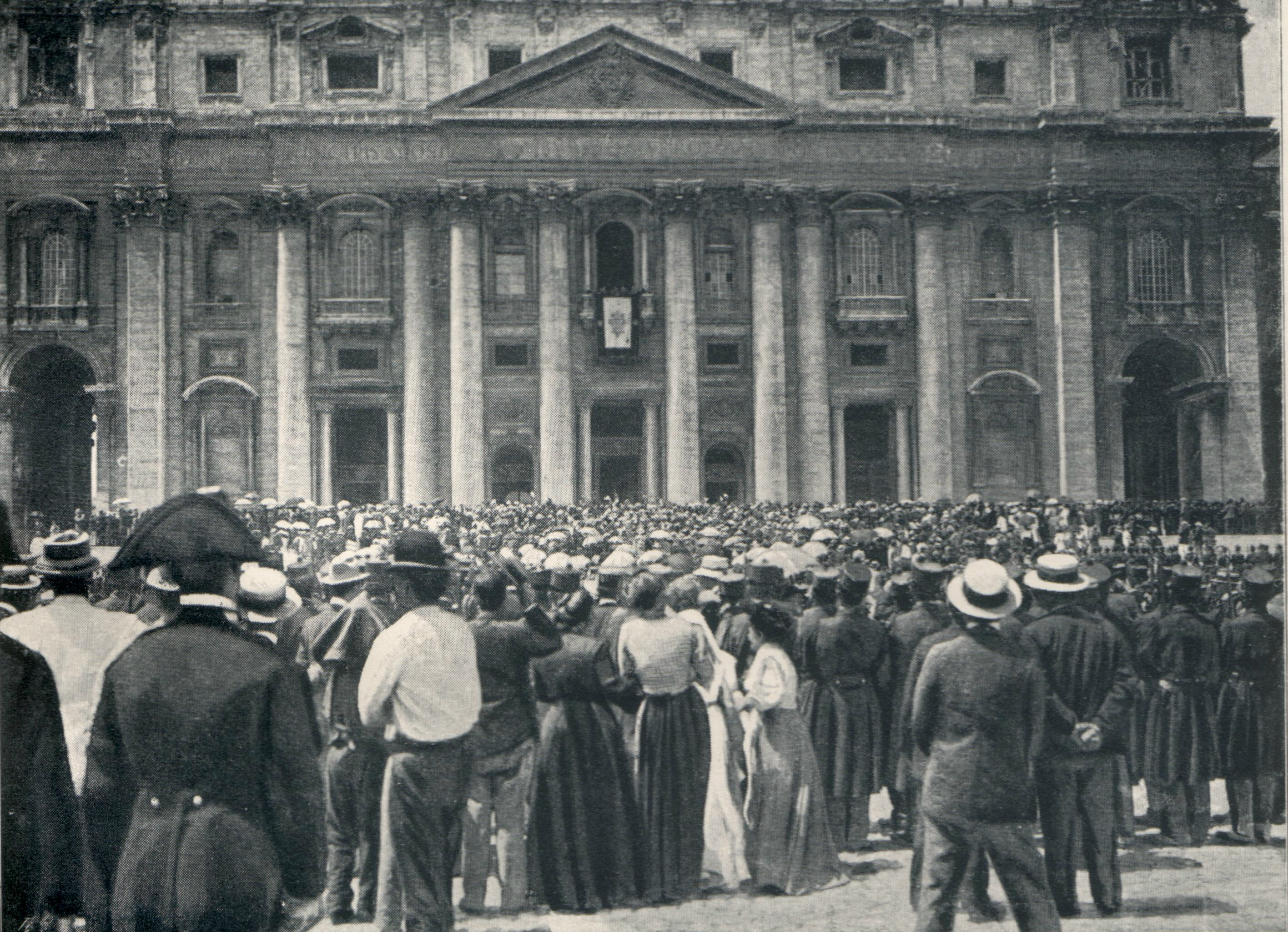
Habemus Papam, luego del cónclave de 1903.

Luigi Macchi realizó diversas funciones dentro de la curia romana, como Prefecto del Palacio Apostólico. El Papa León XIII lo creó cardenal en el consistorio del 11 de febrero de 1889. Se convierte en cardenal protodiácono en 1899.
Como protodiácono, anunció la elección del cardenal Giuseppe Sarto, al final del cónclave de 1903, y después lo coronó como nuevo Papa el 9 de agosto de 1903.
Falleció el 29 de marzo de 1907 a la edad de 75 años, tras doce horas de agonía. Después de haber celebrado misa la mañana anterior a su muerte, por la tarde sufrió los primeros dolores y murió al día siguiente a consecuencia de un derrame cerebral. Expuesto en la iglesia de Santa Maria in Pórtico, fue enterrado en el sepulcro familiar del Cementerio de Verano de Roma.